# Omańczycy
Omańczycy – obywatele lub stali rezydenci Omanu. Na ich strukturę etniczną składają się przede wszystkim Arabowie, ale także Beludżowie oraz osoby pochodzenia afrykańskiego, banglijskiego, indyjskiego, lankijskiego i pakistańskiego; posługują się językami angielskim, arabskim, beludżi, suahili oraz urdu. Ich główną religią jest islam.